# Rosselia
Rosselia es un género con una especie (Rosselia bracteata) de plantas de flores perteneciente a la familia Burseraceae. 